# James Galway
Sir James Galway (født 8. december 1939) er en nordirsk fløjtenist. Galway studerede ved Royal College of Music i London og er blevet kaldt "manden med guldfløjten", da han spiller på en fløjte af guld. Han er en af verdens bedste fløjtenister og blev en af de første til at etablere en solokarriere efter Jean-Pierre Rampals eksempel.